# 臺北市立交響樂團
臺北市立交響樂團（英語：Taipei Symphony Orchestra），簡稱北市交，創立於1969年。總部設於臺北市藝文推廣處藝文大樓。

## 沿革
臺北市立交響樂團成立於1969年，原隸屬台北市政府教育局，首任團長為鄧昌國。成立之初人員編制僅30人，現法定編制為110人（演奏、行政合計）。初期借用福星國小辦公，1983年社教館大樓完工，始遷入現址。
2019年，委託作曲家溫隆信創作《台北交響曲》，為樂團成立五十週年誌慶。
2025年3月，宣布將聘請亞歷山大·里柏瑞契（Alexander Liebreich）擔任樂團首席指揮，2026年始任，任期為三年。

## 主要活動

### 台北市音樂季
1979年，台北市市長李登輝為推動台北市文化建設，指示台北市立交響樂團籌辦「台北市音樂季」，首開國內大型音樂季之先河。台北市音樂季禮聘各國藝術家參與，每年10月底至12月初期間，製作並演出歌劇、芭蕾、交響樂等多種類作品。歷來在歌劇方面的成就尤其可觀，在陳秋盛指揮下，計演出過「茶花女」、「浮士德」、 「卡門」、「杜蘭朵公主」、「波希米亞人」、「弄臣」、「托斯卡」、「阿依達」、「蝴蝶夫人」、「鄉村騎士」、「丑角」、「奧泰羅」、「漂泊的荷蘭人」、「莎樂美」及「糖果屋」等著名劇作。此外，樂團並演出20世紀現代作品，如2000年音樂季即首演譚盾之多媒體歌劇「門」。
相關的展演場地有國家音樂廳、臺北市中山堂、誠品表演廳等大小場館，及於大安森林公園和榮星花園公園辦理戶外推廣性音樂會等。

## 組織架構
臺北市立交響樂團隸屬於臺北市政府文化局，為臺北市政府二級機關，置團長、副團長、指揮及秘書各1人，下設2組1室與主計、人事機構，預算員額110人，本團各單位業務職掌（預算員額數）如下：
團本部
- 團長、副團長、指揮、秘書。

演奏組
- 音樂演奏、團員甄選、訓練與管理、樂譜、樂器與器材之管理及國內、外演奏交流及其有關事項。

研究推廣組
- 音樂推廣、研究發展、典藏、人才培育與輔導之規劃及執行及其有關事項。

秘書室
- 文書、檔案、出納、總務、財產之管理與法制、研考等業務及不屬於其他各單位事項。

主計機構
- 依法辦理歲計、會計及統計事項。

人事機構
- 依法辦理人事管理事項。

### 歷任團長
| 任別 | 姓名   | 任期          | 備註                   |
| 團長 | 團長   | 團長          | 團長                   |
| ---- | ------ | ------------- | ---------------------- |
|      | 鄧昌國 | 1969年—1973年 |                        |
|      | 陳暾初 | 1973年—1986年 |                        |
|      | 陳秋盛 | 1986年—2003年 |                        |
|      | 林惠芬 | 2003年—2004年 |                        |
|      | 徐家駒 | 2004年—2009年 |                        |
|      | 陳樹熙 | 2009年—2010年 | 副團長代理             |
|      | 黃維明 | 2010年—2012年 |                        |
|      | 林惠芬 | 2012年—2018年 | 台北市文化局副局長兼代 |
|      | 何康國 | 2018年—2020年 |                        |
|      | 宋威德 | 2021年—2022年 |                        |
|      | 郭佩瑜 | 2022年—2023年 | 副團長代理             |
|      | 郭佩瑜 | 2023年起      |                        |

### 樂團成員
| 首席指揮 |
| --- |
| 候任 亞歷山大·里柏瑞契（Alexander Liebreich） |
| 團長 |
| 郭佩瑜 |
| 副團長 |
| 馬祖鈞 |
| 樂團首席 |
| 姜智譯、楊雅淳 |
| 樂團助理首席 |
| 胡庭瑄 |
| 第一小提琴 |
| 張雅禮、吳靜雯、阮子恬、賴尚菁、朱亞蓁、蘇莉莉、陳美秀、黃清芬、林一忻、鄞言錚、楊亦淨、黃芷唯                                                     |
| 第二小提琴 |
| 張世昌（代理首席）、蕭景雲（代理助理首席）、陳臻嫻、李威萱、陳宜琳、陳姵怡、花苾茲、吳宛蓁（留職停薪）、白宇捷、陳泱瑾、裴誼庭、張絲媛（約僱團員） |
| 中提琴 |
| 何君恆（首席）、張菁珊（助理首席）、賴佳琪、顏君玲、劉盈君、陳梅君、王渝、蔡弦修、蔡伯寅                                                           |
| 大提琴 |
| 簡荿玄（首席）、王佩瑜（助理首席）、許瀞文、陳瑾平、簡靖斐、洪淑玲、陳昱翰、高洛堯、詹書婷                                                         |
| 低音提琴 |
| 卓涵涵（首席）、林枝盈（助理首席）、周以珊、黃詩倩、洪瑜蔚、陳佩雯、賴怡蓉                                                                         |
| 長笛 |
| 游雅慧（首席）、劉兆哲（助理首席）、曾安立 |
| 雙簧管 |
| 王頌恩（首席）、李珮琪（代理助理首席） |
| 單簧管 |
| 楊喬惠（首席）、楊雅棻（助理首席）、張文馨 |
| 低音管 |
| 張先惠（首席）、王興蘋（助理首席）、吳南妤 |
| 法國號 |
| 王濟揚（首席）、王怡鈞（助理首席）、蕭崇傑、陳信仲、黃昕誼                                                                                         |
| 小號 |
| 鄧詩屏、魏廷安（助理首席）、穆恩信 |
| 長號 |
| 李賢哲（首席）、蔡佳融 |
| 低音長號 |
| 陳畊宇 |
| 低音號 |
| 陳建勛 |
| 定音鼓 |
| 韓立恩（首席） |
| 打擊樂器 |
| 孫綾、陳薏如、翁明榆 |
| 豎琴 |
| 曾韋晴 |

### 桂冠指揮
- 伊利亞胡·殷巴爾

### 歷任首席指揮
- 伊利亞胡·殷巴爾
- 吉博·瓦格

### 附設團體

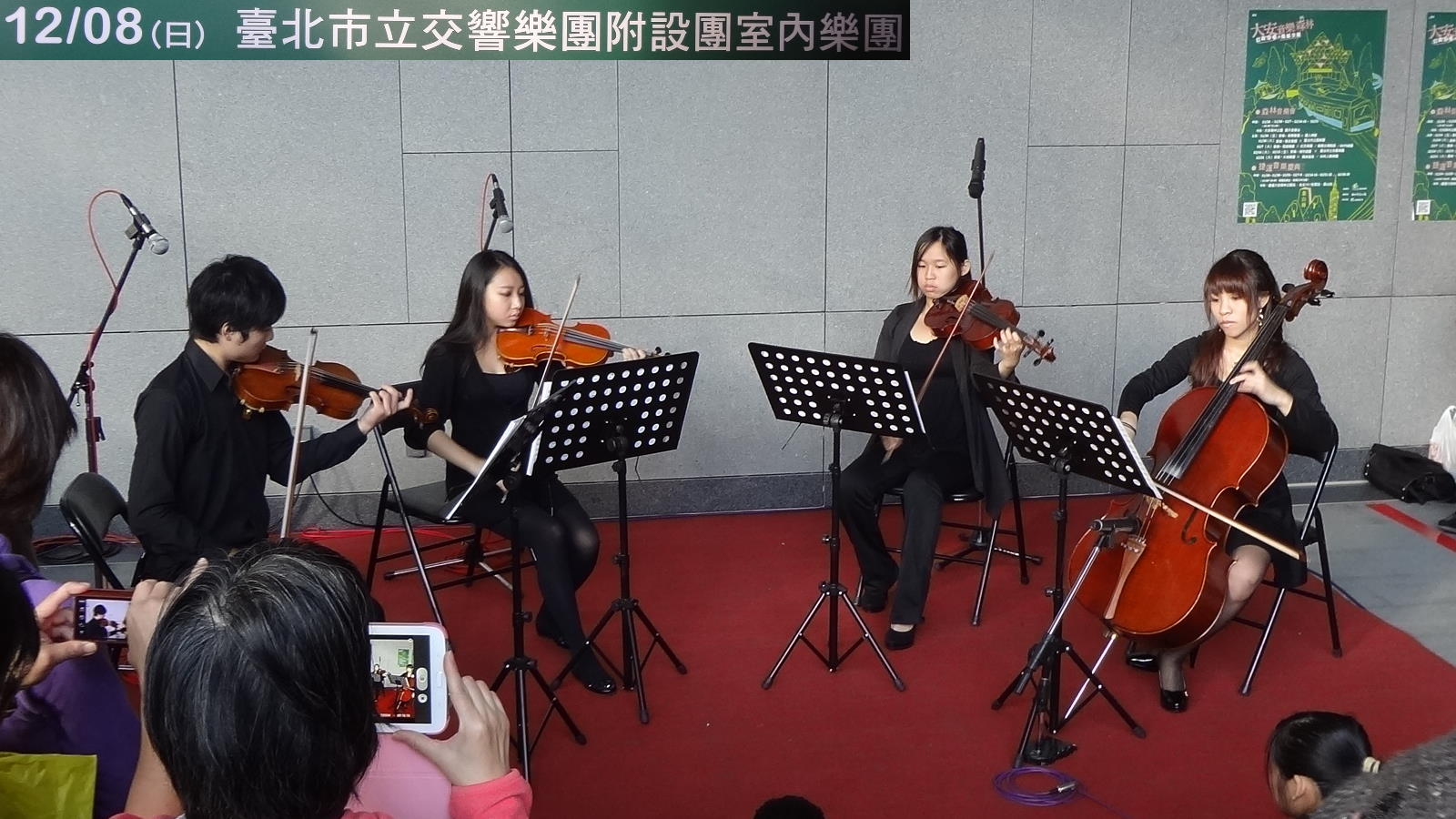
臺北市立交響樂團附設團室內樂團在大安森林公園站公演

- 台北市立交響樂團附設管樂團
- 台北市立交響樂團附設合唱團
- 台北市立交響樂團附設青年室內樂團
- 台北市立交響樂團附設青年管弦樂團

## 參看
- 管弦樂團列表

## 外部連結
- 台北市立交響樂團官方網站 （页面存档备份，存于）
- 台北市立交響樂團的Facebook專頁